# Raadswerkgroep (Europese Unie)
Een Raadswerkgroep van de EU is een werkgroep welke is ingesteld op basis van artikel 19 lid 3 van het reglement van orde van de Raad van de Europese Unie. Deze werkgroepen hebben een beleidsvoorbereidende taak en mogen alleen worden ingesteld door of met goedkeuring van de Raad of door het Coreper. Het secretariaat generaal van de Raad geeft elk jaar een overzicht van de formeel ingestelde werkgroepen. Sinds 27 juni 2005 zijn dit er 166, die als volgt zijn verdeeld:
- Comités opgericht op basis van verdragen, door intergouvernementele beslissing en groepen nauw verbonden aan Coreper (18)
- Algemene Zaken (19)
- Externe relaties/Veiligheid en defensie/Ontwikkeling (36)
- Economische en Financiële Zaken (9)
- Justitie en Binnenlandse Zaken (22)
- Landbouw en Visserij (26)
- Mededinging (Interne markt, Industrie, Onderzoek) (17)
- Transport/telecommunicatie/Energie (7)
- Werkgelegenheid/Sociaal beleid/Gezondheid en consumenten zaken (4)
- Milieu (2)
- Onderwijs/jeugd/Cultuur (4)